# Eubalaena
Eubalaena è un genere di cetacei misticeti cui appartengono tre specie, note comunemente come balene franche.
Talvolta l'intera famiglia dei Balenidi viene indicata come la famiglia delle balene franche. Anche la balena della Groenlandia, unica specie del genere Balaena, appartiene a questa famiglia, e viene pertanto considerata anch'essa una balena franca. Comunque, in quest'articolo parleremo solo delle specie di Eubalaena.
Le balene franche possono raggiungere una lunghezza di 18 m e pesare fino a 70 tonnellate. Il loro corpo rotondeggiante è quasi completamente nero e sulla testa presenta caratteristiche callosità (zone di pelle ruvida). Vengono chiamate «balene franche» poiché i balenieri le ritenevano le balene «giuste» da cacciare, dal momento che galleggiano una volta uccise e spesso nuotano nei pressi della costa, rendendole individuabili perfino da riva. Il loro numero è stato enormemente ridotto a causa dei grandi massacri perpetrati durante i floridi anni dell'industria baleniera. Oggi, invece di cacciarle, le persone spesso osservano questi animali acrobatici per puro piacere.
Le tre specie di Eubalaena vivono in località distinte. Tra queste:
- 300 balene franche nordatlantiche vivono nell'Atlantico settentrionale;
- 200 balene franche nordpacifiche vivono nel Pacifico settentrionale;
- da 8 000 a 10 000 balene franche australi sono diffuse in tutta la parte meridionale dell'emisfero australe.[1]

## Tassonomia
Su come classificare le tre popolazioni di balene franche Eubalaena le autorità si sono da sempre trovate in disaccordo: infatti, a seconda degli autori, sono state riconosciute una, due o tre specie. Ai tempi della baleneria si riteneva che appartenessero tutte ad una sola specie diffusa in tutto il mondo. In seguito, alcuni fattori morfologici, come piccole differenze nella forma del cranio tra gli animali boreali e australi, indicarono la presenza di almeno due specie - una diffusa esclusivamente nell'emisfero boreale e l'altra diffusa nell'Oceano Meridionale. Tuttavia, non è mai stato osservato nessun gruppo di balene franche nuotare nelle calde acque equatoriali per prendere contatti con le altre (sotto)specie e (in)incrociarsi: il loro spesso strato di grasso isolante rende loro impossibile dissipare il calore corporeo interno in acque tropicali.
In anni recenti, grazie ad alcuni studi genetici, si è scoperto che le popolazioni settentrionali e meridionali non si sono incrociate nel corso di un periodo che va dai 3 ai 12 milioni di anni, fatto che conferma la balena franca australe come una specie separata. Più sorprendente, poi, è stato scoprire che sono distinte tra loro anche le popolazioni pacifiche ed atlantiche dell'emisfero boreale e che la specie del Pacifico (nota ora come balena franca nordpacifica) è inoltre più strettamente imparentata con la balena franca australe che con la balena franca nordatlantica. Tuttavia Rice, nella sua classificazione del 1998, continuò a considerare solo due specie; nel 2000, però, questa classificazione venne messa in discussione da Rosenbaum ed altri e da Brownell ed altri (2001). Nel 2005, Mammal Species of the World riconobbe tre specie, indicando apparentemente una preferenza per quest'ultima suddivisione.

### Teoria delle tre specie diEubalaena
I pidocchi delle balene, crostacei ciamidi parassiti che vivono sulla pelle di questi animali, offrono ulteriori informazioni sulle popolazioni di balene franche Eubalaena tramite l'analisi del loro pattern genetico. Poiché i pidocchi si riproducono molto più velocemente delle balene, la loro diversità genetica è maggiore. I biologi marini dell'Università dello Utah hanno esaminato i geni di questi pidocchi ed hanno determinato che i loro padroni di casa si sono suddivisi in tre specie 5-6 milioni di anni fa e che queste specie erano tutte ugualmente abbondanti prima degli inizi della baleneria nell'XI secolo. Queste comunità si suddivisero per la prima volta dopo la congiunzione del Nordamerica con il Sudamerica. In seguito il calore delle zone equatoriali le suddivise ulteriormente in gruppi settentrionali e meridionali. Jon Seger, il direttore di questi studi, su BBC News disse «Ciò pone fine al lungo dibattito su quante specie di balena franca [Eubalaena] esistano. Sono veramente separate tra loro oltre ogni dubbio».

### Sinonimi e nomi comuni
In seguito alla loro familiarità con i balenieri per un certo numero di secoli, alle balene franche sono stati dati molti nomi. Questi nomi vennero applicati alle balene franche di tutto il mondo, riflettendo il fatto che a quei tempi veniva riconosciuta solamente una sola specie. Nel romanzo Moby Dick, Herman Melville scrisse: «Tra i pescatori, la balena regolarmente cacciata per l'olio viene indiscriminatamente chiamata con tutti i nomi seguenti: balena, balena della Groenlandia, balena nera, balena grande, balena vera, balena franca».
Halibalaena (Gray, 1873) ed Hunterius (Gray, 1866) sono sinonimi minori per indicare il genere Eubalaena. La specie tipo è E. australis.
I sinonimi, in ordine di tempo, per le varie specie sono:
- per E. australis: antarctica (Lesson, 1828), antipodarum (Gray, 1843), temminckii (Gray, 1864)
- per E. glacialis: biscayensis (Eschricht, 1860), nordcaper (Lacepede, 1804)
- per E. japonica: sieboldii (Gray, 1864)

## Descrizione
Le balene franche sono facilmente distinguibili dalle altre balene per le callosità presenti sulla testa, l'ampio dorso privo di pinna dorsale e la lunga bocca arcuata che inizia al di sopra dell'occhio. Il corpo è di color grigio molto scuro o nero, con alcune macchie bianche sul ventre presenti occasionalmente. Le callosità appaiono bianche, ma non a causa della pigmentazione della pelle, bensì per le grandi colonie di ciamidi o pidocchi delle balene.
Gli adulti misurano 11-18 m di lunghezza e pesano generalmente 60-80 tonnellate. La maggior parte degli esemplari, comunque, è lunga tra i 13 e i 16 m. Il corpo è estremamente robusto e in alcuni casi presenta una circonferenza pari al 60% della lunghezza totale. Anche la pinna caudale è molto larga (fino al 40% della lunghezza del corpo). Generalmente la specie nordpacifica è quella più grande tra le tre balene franche Eubalaena. Gli esemplari più grossi di questa specie raggiungono infatti le 100 tonnellate.
Su ogni lato della bocca le balene franche hanno tra i 200 e i 300 fanoni. Questi, lunghi circa 2 m, sono stretti e ricoperti da peli molto sottili. I fanoni permettono alla balena di nutrirsi (vedi oltre il capitolo Dieta). I testicoli della balena franca sono probabilmente quelli più grandi del regno animale, pesando ognuno circa 500 kg. Il loro peso, l'1% della massa corporea, è grande perfino tenendo conto delle dimensioni dell'animale. Ciò suggerisce che la competizione spermatica giochi un ruolo importante nei processi riproduttivi. Le balene franche emettono un caratteristico soffio a forma di V, dovuto al notevole spazio situato tra i due sfiatatoi, posti sulla sommità del capo. Il soffio raggiunge un'altezza di 5 m sulla superficie dell'oceano.
Le femmine raggiungono la maturità sessuale tra i 6 e i 12 anni e si riproducono ogni 3-5 anni. Sia la riproduzione che il parto avvengono nei mesi invernali. Dopo un periodo di gestazione di 1 anno, nasce un solo piccolo del peso di circa 1,1 tonnellate di peso e di 4–6 m di lunghezza. Nel primo anno di vita i piccoli crescono molto rapidamente, raddoppiando in genere di lunghezza. Lo svezzamento avviene tra gli otto mesi e l'anno di età, ma quale sia il tasso di crescita negli anni successivi non è stato ancora ben compreso - forse è strettamente dipendente dal fatto che il piccolo rimanga o no in compagnia della madre per un secondo anno.
Sappiamo molto poco sulla speranza di vita delle balene franche, soprattutto a causa della scarsità degli scienziati che si sono interessati a questo argomento. Tra le poche prove a noi disponibili ricordiamo il caso di una madre di balena franca nordatlantica fotografata con il piccolo nel 1935 e poi ancora fotografata nel 1959, 1980, 1985 e 1992; per giudicare che si trattasse dello stesso animale veniva utilizzata la forma delle callosità. L'ultima volta che è stata fotografata, morta, nel 1995, presentava una ferita sulla testa apparentemente mortale, quasi sicuramente provocata dalla collisione con una nave. È stato stimato che avesse circa 70 anni. Ricerche effettuate sulle balene della Groenlandia suggeriscono che il raggiungere questa età sia piuttosto comune per le balene, che spesso la superano notevolmente.

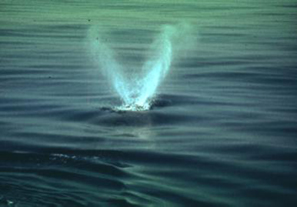
Il caratteristico soffio a forma di V della balena franca.

Le balene franche sono nuotatrici lente, dal momento che raggiungono al massimo solamente una velocità di 5 nodi (9 km/h), ma sono molto acrobatiche e compiono con frequenza il breaching (effettuano, cioè, salti sulla superficie del mare), tail-slapping e lobtailing. Come altri misticeti, questa specie non è gregaria e un gruppo tipico è composto generalmente da solo due esemplari. Sono stati registrati anche gruppi di dodici individui, ma i vari membri non erano molto uniti tra di loro e la loro unione potrebbe essere anche stata solamente transitoria.
Gli unici predatori della balena franca sono le orche e gli esseri umani. Quando avverte un pericolo, un gruppo di questi animali si raggruppa in circolo, con le code rivolte all'esterno, per scoraggiare il possibile predatore. Questa strategia non ha però sempre successo e i piccoli vengono occasionalmente separati dalle madri e uccisi.

## Dieta
La dieta delle balene franche comprende principalmente zooplancton e minuscoli crostacei, come copepodi, krill e pteropodi, sebbene possano nutrirsi anche di altro. Si nutrono «mietendo» in lungo e in largo con la bocca spalancata. Dentro di essa entrano sia l'acqua che le prede, ma solo la prima riesce a fuoriuscire attraverso i fanoni per ritornare all'aperto. Stando così le cose, per permettere ad una balena di nutrirsi, le prede devono essere tanto numerose da suscitare il suo interesse; essere abbastanza grandi da poter permettere ai fanoni di filtrarle; ma anche abbastanza piccole da non avere la velocità per fuggire. La «mietitura» può avvenire in superficie, sott'acqua, o perfino nei pressi del fondale dell'oceano, come indica il fango trovato occasionalmente sul corpo di alcune balene.

## Produzione di suoni ed udito
Rispetto a quelle di altre specie di balene le vocalizzazioni emesse dalle balene franche non sono molto elaborate. Emettono lamenti, schioppi e altri suoni, tutti con una frequenza intorno ai 500 Hz. Lo scopo di questi suoni non è noto, ma è probabile che costituiscano una forma di comunicazione tra i membri di uno stesso gruppo.
Da uno studio pubblicato sui Proceedings of the Royal Society B nel dicembre 2003 apprendiamo che le balene franche boreali rispondano rapidamente a suoni simili a quelli delle sirene della polizia - suoni dalla frequenza molto più alta di quelli emessi da questi animali. Non appena udivano questi suoni si spostavano rapidamente verso la superficie. Questa ricerca fu di particolare interesse, poiché è noto che le balene franche boreali ignorano la maggior parte dei suoni, compresi quelli delle imbarcazioni in avvicinamento. I ricercatori ipotizzano che le informazioni raccolte si rivelino utili nel tentativo di ridurre il numero di collisioni navi-balene, ma anche, purtroppo, che servano ad incoraggiare le balene a risalire in superficie per poterle uccidere.

## Baleneria

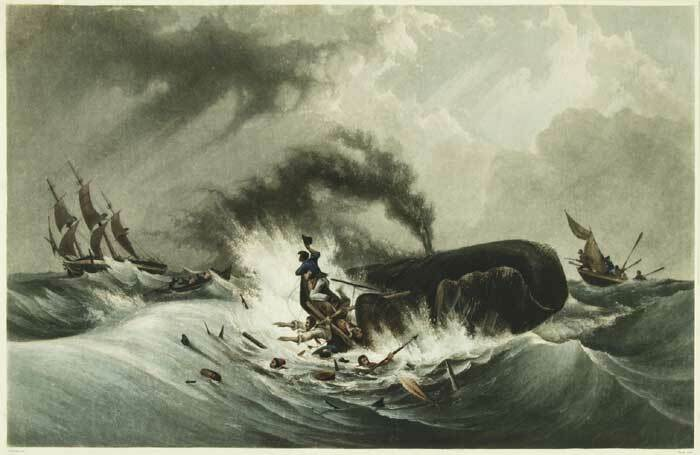
La caccia effettuata a bordo di piccole imbarcazioni di legno e con arpioni a mano era un'impresa rischiosa, anche cacciando le balene "giuste".

Le balene franche vennero chiamate così poiché i balenieri le ritenevano le balene "giuste" da cacciare. Il 40% del peso di una balena franca è costituito da grasso, che ha una densità relativamente bassa. Di conseguenza, diversamente da molte altre specie di balene, gli esemplari morti galleggiano. Questa caratteristica, combinata alla loro lentezza, le rendeva facili da catturare perfino da balenieri equipaggiati solamente con imbarcazioni di legno e arpioni a mano.
I Baschi furono i primi a cacciare balene franche a scopo commerciale. Ciò avvenne nell'XI secolo nella Baia di Biscaglia. Le balene vennero cacciate inizialmente per il loro olio ma, in seguito ai miglioramenti tecnologici nella conservazione della carne, questi animali vennero utilizzati anche come fonte di cibo. I balenieri baschi si spinsero fino al Canada orientale a partire dal 1530 e alle coste della baia di Todos os Santos (stato di Bahia, in Brasile) dal 1602. Le ultime spedizioni basche a caccia di balene vennero effettuate prima dell'inizio della Guerra dei Sette Anni (1756-1763). In seguito vennero effettuati alcuni tentativi per riportare in voga questa caccia, tutti falliti. La baleneria sulle coste basche continuò sporadicamente nel corso del XIX secolo.
I Baschi vennero rimpiazzati dai balenieri delle nuove colonie americane: i «balenieri yankee». Partendo da Nantucket, nel Massachusetts, e da Long Island, nello stato di New York, gli americani furono in grado di catturare in annate favorevoli fino a 100 balene franche. A partire dal 1750 la balena franca nordatlantica si estinse da un punto di vista commerciale ed i balenieri yankee si spostarono nell'Atlantico meridionale prima della fine del XVIII secolo. La stazione baleniera brasiliana più meridionale venne fondata nel 1796, a Imbituba. Nel corso dei cento anni successivi, i balenieri yankee si spinsero nell'Oceano Meridionale e nel Pacifico, dove gli americani furono ben presto raggiunti dalle flotte provenienti da alcune nazioni europee. Gli inizi del XX secolo portarono grandi miglioramenti nell'industrializzazione della baleneria, che crebbe rapidamente. Dal 1937 in poi vi furono, secondo i dati raccolti dai balenieri, 38.000 catture nell'Atlantico meridionale, 39.000 nel Pacifico meridionale, 1300 nell'Oceano Indiano e 15.000 nel Pacifico settentrionale. Data l'incompletezza di questi dati, si ritiene che questi numeri siano perfino più alti.
Quando divenne chiaro che i branchi erano stati quasi distrutti, nel 1937 venne emesso un bando globale alla caccia alle balene franche. Il bando venne per la maggior parte rispettato, sebbene alcuni balenieri continuarono a violarlo per alcuni decenni. Le ultime due catture a Madera avvennero nel 1968. Tra gli anni '40 e quelli '60 i giapponesi, a scopo scientifico, catturarono 23 balene franche nordpacifiche. Al largo delle coste del Brasile la caccia illegale continuò per molti anni e i balenieri di Imbituba smisero di cacciare balene franche solo nel 1973. Da poco è stato scoperto che durante gli anni '50 e '60 l'Unione Sovietica abbia catturato illegalmente almeno 3212 balene franche australi, nonostante avesse sostenuto per anni di averne uccise solo 4.

## Popolazione e distribuzione attuali
Attualmente, le tre specie di Eubalaena vivono in tre distinte aree del globo: quella nordatlantica nell'Oceano Atlantico occidentale, quella nordpacifica in una fascia di mare che va dal Giappone all'Alaska e quella australe in ogni zona dell'Oceano Meridionale. Queste balene tollerano solamente le temperature moderate delle acque comprese tra i 20 e i 60 gradi di latitudine. Le acque calde della regione equatoriale costituiscono quindi per loro una barriera, e impediscono che i gruppi boreali e australi si incrocino tra loro. Nonostante la specie australe in particolare debba viaggiare molto in oceano aperto per raggiungere le sue zone di riproduzione, non è considerata una specie pelagica. In generale, preferisce rimanere nei pressi delle penisole e delle baie e sulla piattaforma continentale, dal momento che queste aree le offrono una maggior protezione e abbondanza delle sue fonti di cibo preferite.

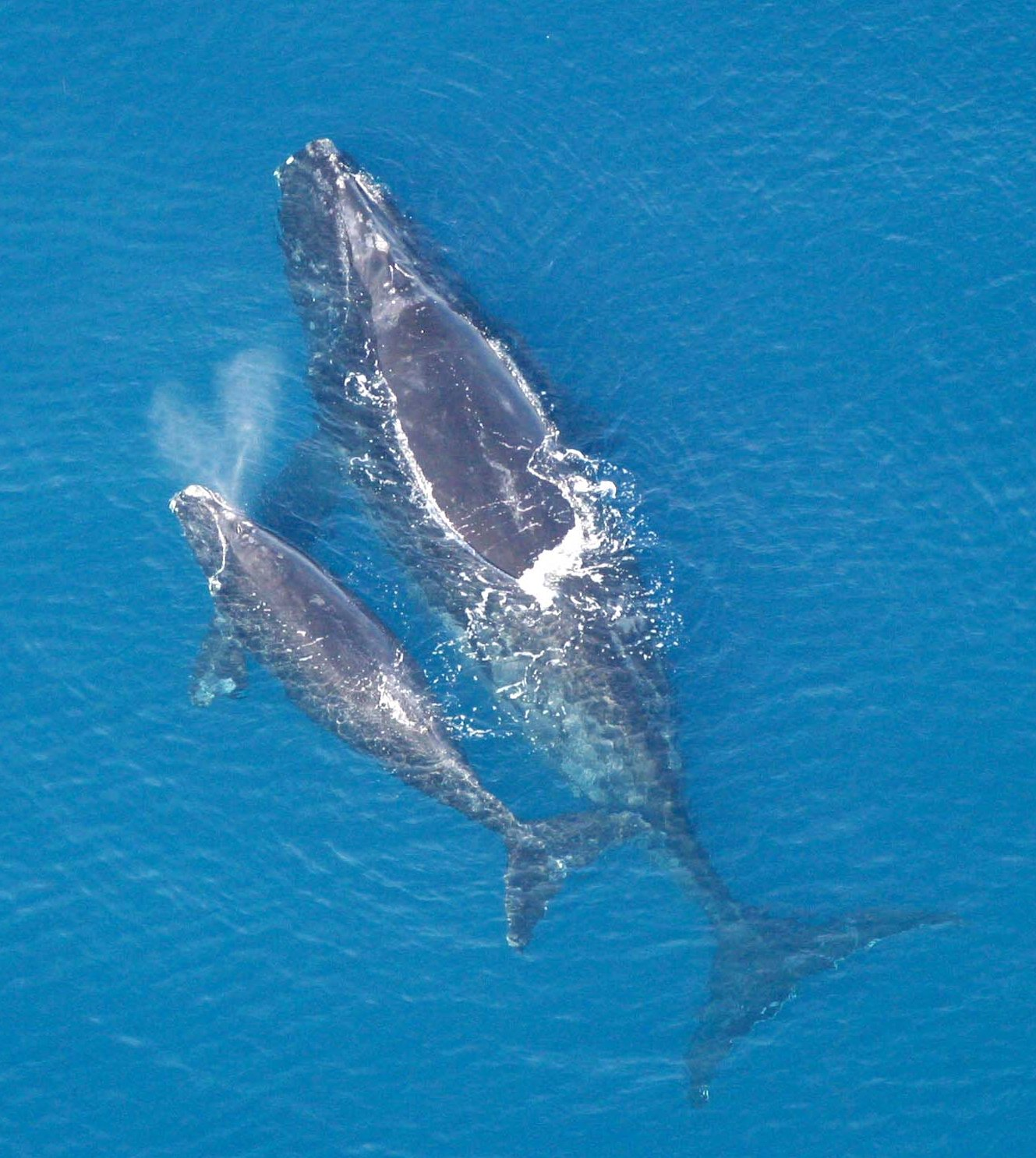
Una femmina di balena franca nordatlantica con il piccolo.

Vi sono circa 400 balene franche nordatlantiche, delle quali quasi tutte vivono nell'Oceano Atlantico nord-occidentale. In primavera, estate e autunno, si nutrono nelle aree al largo delle coste canadesi e di quelle nord-orientali degli USA, in un areale che va da New York alla Nuova Scozia. Aree di foraggiamento particolarmente popolari sono la Baia di Fundy e quella di Cape Cod. In inverno, si dirigono a sud, verso la Georgia e la Florida, per partorire.
In questi ultimi decenni vi sono stati anche avvistamenti in zone situate più a est - l'ultimo, nel 2003, è avvenuto nei pressi dell'Islanda. È possibile che gli esemplari avvistati siano gli ultimi resti dei virtualmente estinti branchi dell'Atlantico orientale, ma l'analisi dei vecchi resoconti dei balenieri fa pensare soprattutto ad una provenienza occidentale. Comunque, alcuni avvistamenti avvengono piuttosto regolarmente in Norvegia, Irlanda, Spagna, Portogallo, Isole Canarie e perfino in Sicilia, e sappiamo con certezza che almeno gli individui avvistati in Norvegia provengono dalla popolazione occidentale.
Sopravvivono solamente circa 200 balene franche nordpacifiche. Le due specie boreali di balena franca sono perciò le specie più minacciate tra tutte le grandi balene e due tra gli animali più minacciati del mondo. Sulla base dell'attuale andamento della densità di popolazione, si ritiene che entrambe le specie si estingueranno entro 200 anni. In tempi storici la specie pacifica era diffusa dall'estremità meridionale del Giappone alla California, attraverso lo Stretto di Bering e le coste del Nordamerica. Oggi, i suoi avvistamenti sono molto rari e avvengono generalmente all'ingresso del Mare di Okhotsk e nelle zone orientali del Mare di Bering. Sebbene si ritenga che questa specie, come le altre due, sia migratrice, i suoi movimenti annuali non sono conosciuti.
Le balene franche australi trascorrono i mesi estivi nutrendosi nelle regioni più meridionali dell'Oceano Meridionale, probabilmente nei pressi dell'Antartide. In inverno migrano a nord per riprodursi e possono essere avvistate lungo le coste di Argentina, Australia, Brasile, Cile, Mozambico, Nuova Zelanda e Sudafrica. La sua popolazione totale è stimata tra i sette e gli ottomila esemplari. Da quando la caccia a questa specie è cessata, si stima che ogni anno i branchi si siano accresciuti del 7%. Sembra che i gruppi sudamericani, sudafricani e australasiani si incrocino molto poco tra loro, se non per niente, poiché l'attaccamento delle madri alle loro zone di foraggiamento e riproduzione è molto stretto. Inoltre, le madri trasmettono questo istinto ai piccoli.
In Brasile, tramite identificazione fotografica (utilizzando le caratteristiche callosità sulla testa), gli uomini del Brazilian Right Whale Project, sostenuti dalla Petrobras (la compagnia petrolifera statale brasiliana) e dall'International Wildlife Coalition, hanno catalogato più di 300 individui. Al largo dello Stato di Santa Catarina vi sono zone di foraggiamento utilizzate da molte balene franche tra giugno e novembre; è noto che le femmine di questa popolazione partoriscono al largo della Patagonia argentina.

## Conservazione

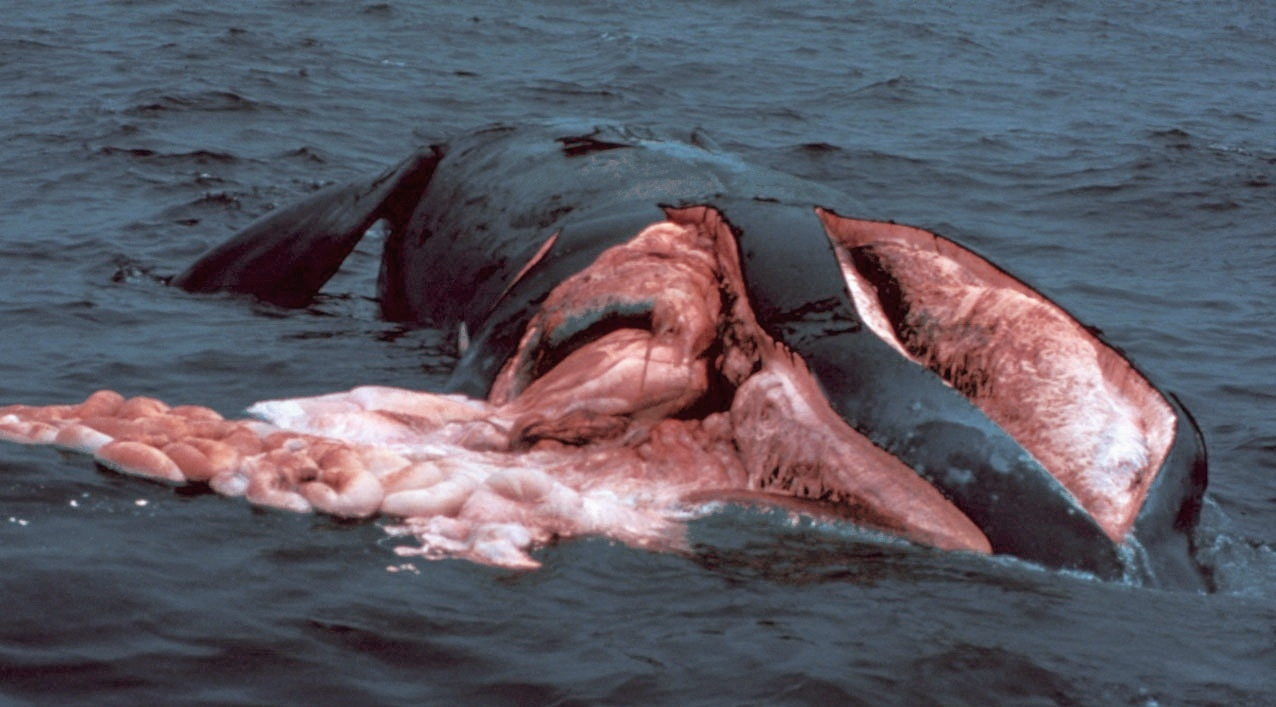
I resti di una balena franca nordatlantica dopo la collisione con l'elica di un'imbarcazione.

La principale causa di morte tra le balene franche nordatlantiche, le quali, migrando al largo della costa orientale degli Stati Uniti e del Canada, attraversano una tra le zone più trafficate dell'oceano, sono le ferite provocate dalle collisioni con le navi. Tra il 1970 e il 1999 sono morte in questo modo almeno 16 balene; inoltre, dato che non tutte le collisioni vengono registrate, è probabile che questo numero sia ancora più elevato. Riconoscendo che questo prezzo da pagare sia troppo elevato per una specie già avviata verso l'estinzione, il governo degli Stati Uniti ha introdotto alcune misure per ostacolarne il declino. Nel 1997 la National Oceanic and Atmospheric Administration ha introdotto l'Atlantic Large Whale Take Reduction Plan. Secondo questo progetto, l'equipaggio di ogni nave che si serve dei porti statunitensi è obbligato a dichiarare ogni avvistamento di queste balene. Questo requisito è stato reso obbligatorio nel luglio 1999.
Sebbene nel 2001 gli ambientalisti abbiano dichiarato con gioia le conseguenze positive di questo piano, essi speravano che il governo facesse di più. In particolare chiedevano che le navi che si trovano entro una distanza di 40 km dai porti USA, nelle zone transitate dalle balene, fossero obbligate a mantenere una velocità di non più di 12 nodi (22 km/h). Il governo degli Stati Uniti, temendo danni eccessivi per il commercio, non ha fatto applicare queste misure. Di conseguenza, nel settembre 2005, i gruppi conservativi Defenders of Wildlife, Humane Society of the United States e Ocean Conservancy hanno chiesto al National Marine Fisheries Service (una sotto-agenzia della NOAA) di «interessarsi alla protezione della criticamente minacciata balena franca nordatlantica, che l'agenzia stessa considera "la più rara tra tutte le specie di grandi balene" e che le agenzie federali sono obbligate a proteggere secondo il Marine Mammal Protection Act e l'Endangered Species Act», e di mettere in pratica misure d'emergenza per proteggere questi animali. Sia la specie nordatlantica che quella nordpacifica sono classificate come «specie in estinzione minacciate dal commercio» (Appendice I) dalla CITES, mentre secondo la Lista Rossa della IUCN sono «dipendenti dalla conservazioni» e per l'Endangered Species Act degli USA sono minacciate.
Il secondo fattore di morbilità e mortalità per le balene franche nordatlantiche è l'intrappolamento nelle reti da pesca. Le balene franche filtrano il plancton tenendo la bocca aperta, fatto che le espone al rischio di rimanere impigliate in ogni fune o rete che si trovano davanti. Generalmente le funi si attorcigliano attorno alla mascella superiore, alle natatoie e alla coda. La maggior parte di loro riesce a fuggire senza gravi danni, ma alcune rimangono gravemente e persistentemente impigliate. Se vengono avvistate, talvolta si riesce a liberarle con successo, ma se ciò non accade, muoiono in modo orrendo dopo qualche mese. Essendo una specie minacciata, lo stato di conservazione delle balene franche suscita particolare attenzione. Tuttavia, altrettanto significativa è l'estrema preoccupazione che suscitano le condizioni degli animali rimasti intrappolati in questo modo.
La balena franca australe, classificata come «minacciata» dalla CITES e a «rischio minimo - dipendente dalla conservazione» dalla IUCN, è protetta nelle acque territoriali di tutti i Paesi in cui sono presenti popolazioni riproduttive note (Argentina, Australia, Brasile, Cile, Nuova Zelanda, Sudafrica e Uruguay). In Brasile, allo scopo di proteggere la specie e di promuovere il whale watching, nel 2000 è stata istituita un'Area per la Protezione Ambientale che comprende 1560 km² e 130 km di costa dello Stato di Santa Catarina.
Il 26 giugno 2006, la NOAA ha proposto la Strategia per Ridurre gli Scontri delle Balene Franche Nordatlantiche con le Navi. Questa proposta, ostacolata dall'industria navale, prevede di imporre una velocità di 10 nodi (18,5 km all'ora) alle navi più lunghe di 20 m che attraversano le rotte seguite dalle balene durante la stagione delle nascite. Comunque, questa proposta non è stata ancora accolta. Secondo la NOAA, 25 delle 71 balene franche morte a partire dal 1970 sono state uccise da scontri con le navi.
Nell'area del Banco di Stellwagen è stato impiantato un sistema autogalleggiante (AB) per scoraggiare acusticamente le balene che si avvicinano a Boston; questo sistema, inoltre, è in grado di avvisare i marinai della direzione presa da questi animali tramite il sito  Right Whale Listening Network. URL consultato il 24 settembre 2017 (archiviato dall'url originale il 1º giugno 2008)..

## Whale watching

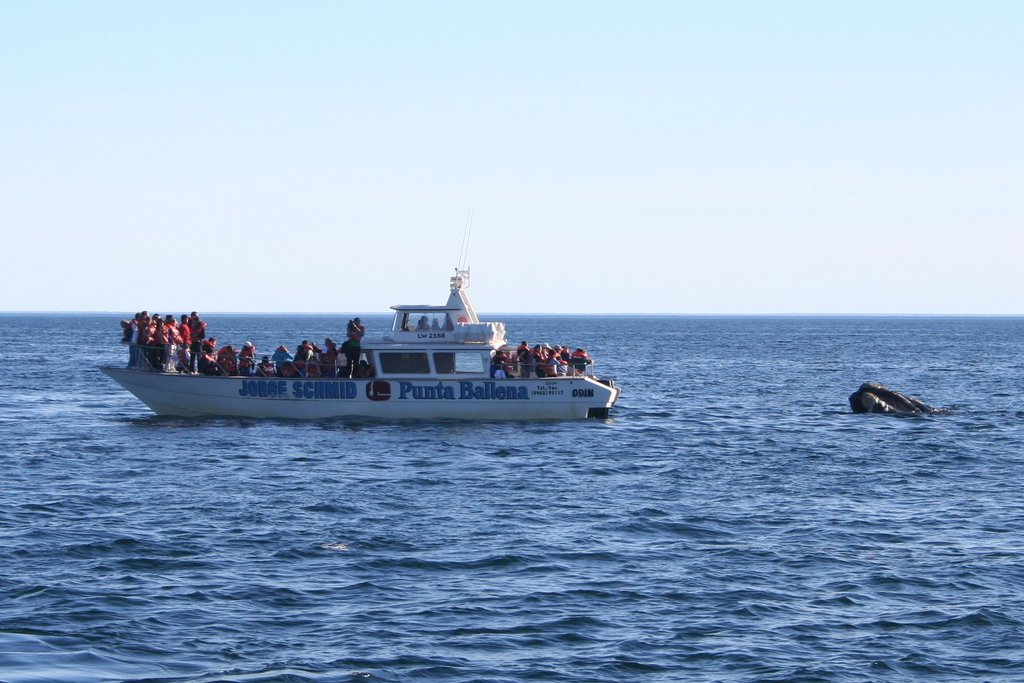
Una balena franca australe si avvicina ai whale watcher nei pressi della Penisola di Valdés, in Patagonia.

Le balene franche australi hanno fatto di Hermanus, in Sudafrica, uno dei più importanti centri mondiali di whale watching. Durante i mesi invernali (giugno-ottobre), queste balene si avvicinano così tanto alla costa che i visitatori le possono osservare da alberghi situati in luoghi strategici. In questa città è presente uno strillone che percorre le strade annunciando quando poter vedere i Cetacei. Comunque, le balene franche australi si possono vedere anche in altre zone dei territori invernali.
In Brasile, Imbituba, nel Santa Catarina, è stata designata come la Capitale Nazionale della Balena Franca e ogni settembre, quando le madri con i piccoli sono più facilmente avvistabili, vi si festeggia la Settimana delle Balene Franche. La vecchia stazione baleniera è stata riconvertita in un museo che documenta la storia delle balene franche in Brasile. In Argentina, la Penisola di Valdés, in Patagonia, ospita (d'inverno) la più numerosa popolazione riproduttrice di tutta la specie, con oltre 2000 animali catalogati dalla Whale Conservation Institute e dalla Ocean Alliance.